# Columbiana County
Columbiana County er et county i den amerikanske delstat Ohio. Amtet ligger i den østlige del af delstaten og det grænser op til Mahoning County i nord, Jefferson County i syd, Carroll County i sydvest og mod Stark County i vest. Amtet grænser desuden op til delstaterne West Virginia og Pennsylvania i øst.
Columbiana Countys totale areal er 1 379 km² hvoraf 7 km² er vand. I 2000 havde amtet 112 075 indbyggere. Amtets administration ligger i byen Lisbon.
Amtet blev grundlagt i 1803 og er opkaldt efter Christofer Columbus. 

## Demografi
Ifølge folketællingen fra 2000 boede der 112,075 personer i amtet. Der var 42,973 husstande med 30,682 familier. Befolkningstætheden var 33 personer pr. km². Befolkningens etniske sammensætning var som følger: 96.43 % hvide, 2.20 % afroamerikanere, 0.18 % indianere, 0.23 % asiater, 0,02 % fra Stillehavsøerne, 0.15 % af anden oprindelse og 0.79 % fra to eller flere grupper.
Der var 56,648 husstande, hvoraf 31.70 % havde børn under 18 år boende. 57.10 % var ægtepar, som boede sammen, 10.30 % havde en enlig kvindelig forsøger som beboer, og 28.60 % var ikke-familier. 24.80 % af alle husstande bestod af enlige, og i 11.90 % af tilfældene boede der en person som var 65 år eller ældre.
Gennemsnitsindkomsten for en hustand var $34,226 årligt, mens gennemsnitsindkomsten for en familie var på $40,486 årligt.